# Takayanagi Shigenobu
Takayanagi Shigenobu (jap. 高柳 重信; * 9. Januar 1923 in der Stadt Tokio (heute Tokio); † 8. Juli 1983) war ein japanischer Haiku-Dichter.
Takayanagi studierte Jura an der Waseda-Universität. Hier gab er die Haiku-Zeitschriften Mure und Sōdai haiku heraus. Nachdem die meisten progressiven Haiku-Zeitschriften, darunter seine eigenen, verboten worden waren, publizierte er in Kikan. Unmittelbar nach dem Krieg gründete er Mure neu und außerdem die Zeitschrift Chōki.
1947 wurde er Schüler des Dichters Tomizawa Kakio, der westliche Einflüsse in die japanische Haiku-Dichtung einbrachte. Mit diesem gründete er 1952 die Avantgardezeitschrift Bara. 1958 gründete er Haiku hyorōn, und 1967 wurde er Redakteur der Zeitschrift Haiku kenkyū. Er veröffentlichte sechs eigene Gedichtbände: Fukiok (蕗子; 1950), Hakushakuryō (伯爵領; 1952), Kuromisa (黒彌撒; 1956), Aomisa (青彌撒; 1974), Sengaishū (山海集; 1976) und Nippon kaigun (日本海軍; 1979). 